# Hällberga
Hällberga är en tätort i Eskilstuna kommun belägen i Stenkvista socken. Norra Södermanlands järnväg hade en station i samhället men den banan är numera ersatt av Svealandsbanan.

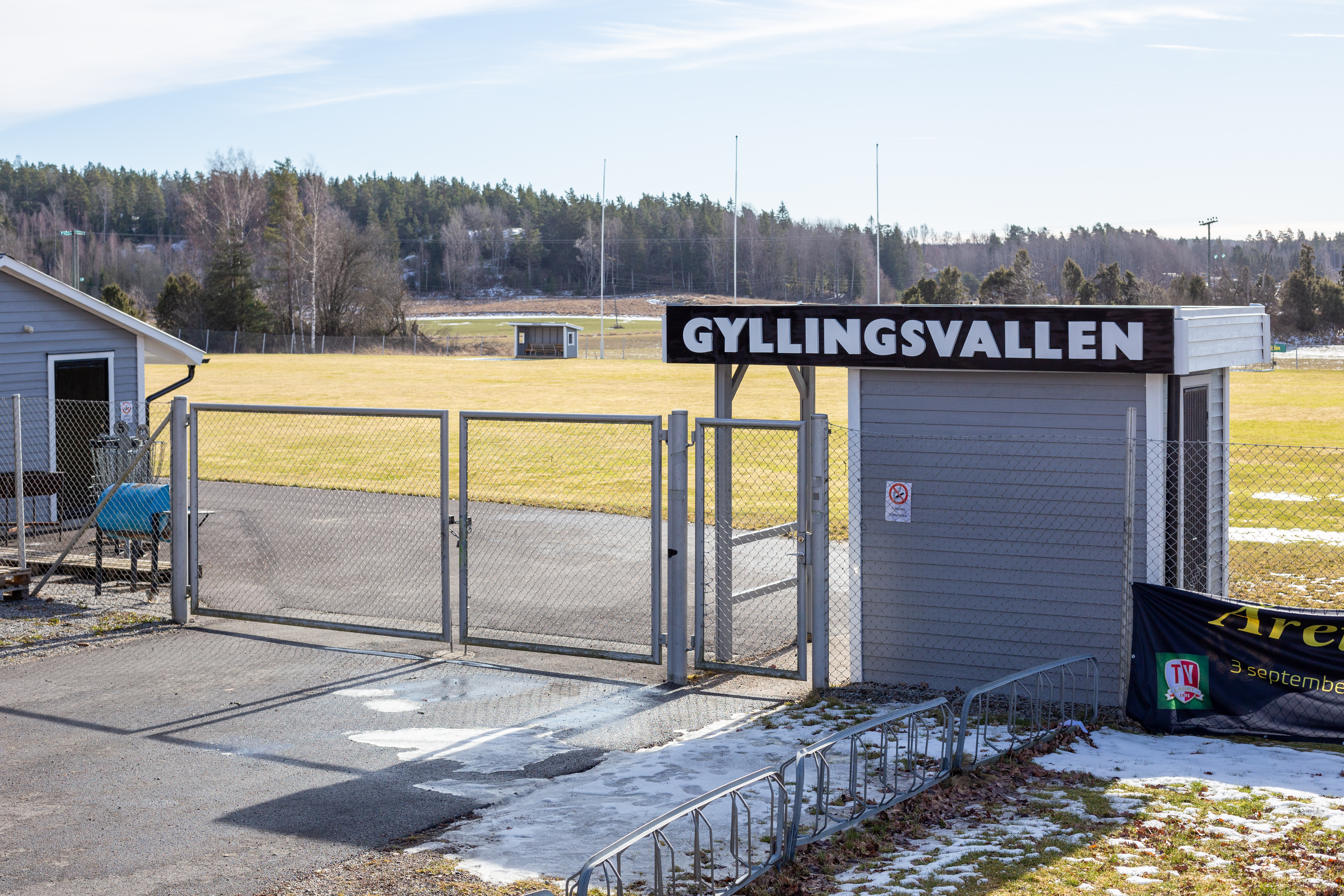
Gyllingsvallen, Hällberga

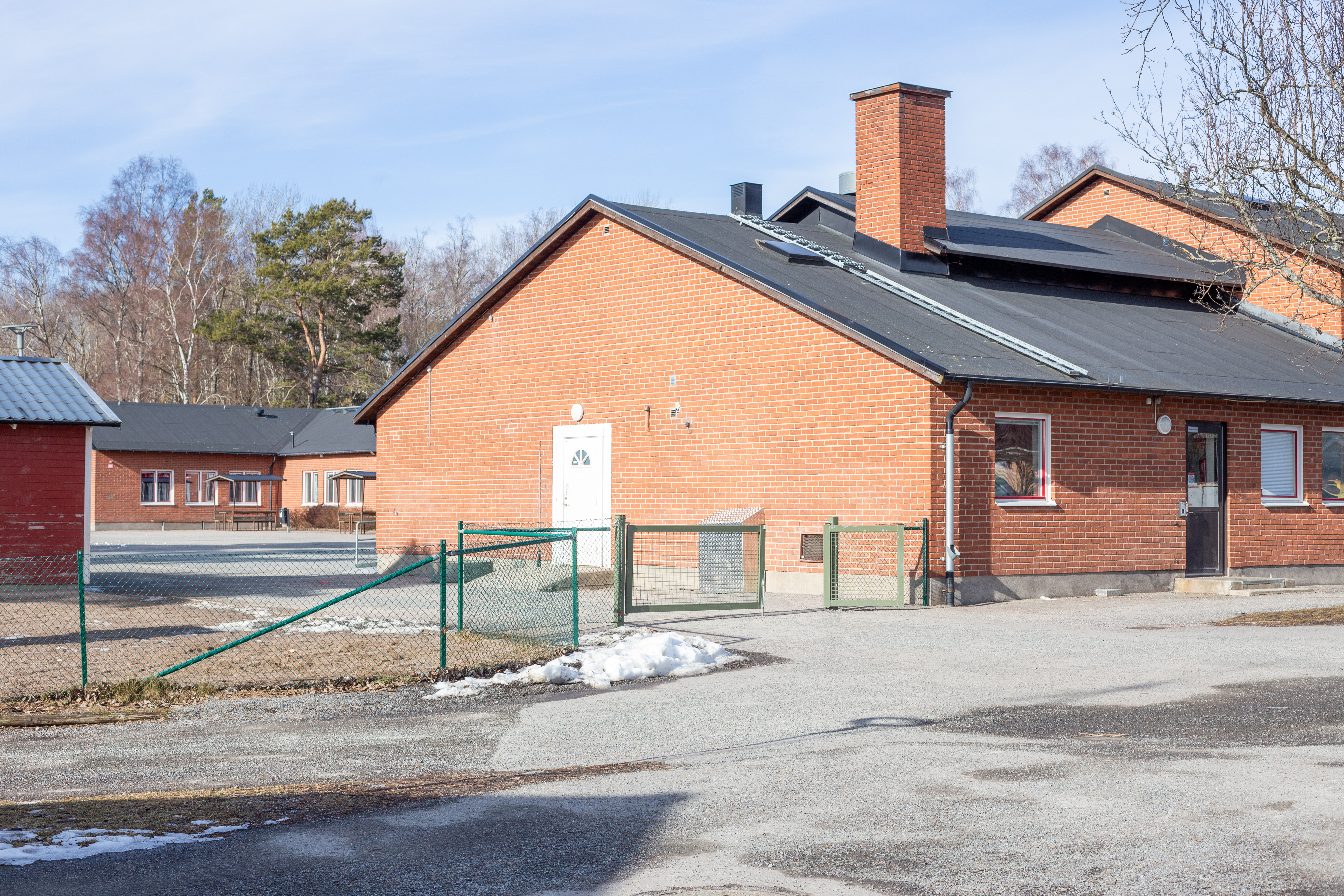
Hällberga skola

## Befolkningsutveckling
| Befolkningsutvecklingen i Hällberga 1950–2020 | Befolkningsutvecklingen i Hällberga 1950–2020 | Befolkningsutvecklingen i Hällberga 1950–2020 | Befolkningsutvecklingen i Hällberga 1950–2020 | Befolkningsutvecklingen i Hällberga 1950–2020 |
| --------------------------------------------- | --------------------------------------------- | --------------------------------------------- | --------------------------------------------- | --------------------------------------------- |
|                                               |                                               |                                               |                                               |                                               |
| År                                            |                                               |                                               | Folkmängd                                     | Areal (ha)                                    |
| 1950                                          | 1950                                          |                                               | 280                                           |                                               |
| 1960                                          | 1960                                          |                                               | 435                                           |                                               |
| 1965                                          | 1965                                          |                                               | 507                                           |                                               |
| 1970                                          | 1970                                          |                                               | 655                                           |                                               |
| 1975                                          | 1975                                          |                                               | 717                                           |                                               |
| 1980                                          | 1980                                          |                                               | 733                                           |                                               |
| 1990                                          | 1990                                          |                                               | 647                                           | 81                                            |
| 1995                                          | 1995                                          |                                               | 642                                           | 81                                            |
| 2000                                          | 2000                                          |                                               | 639                                           | 81                                            |
| 2005                                          | 2005                                          |                                               | 625                                           | 81                                            |
| 2010                                          | 2010                                          |                                               | 612                                           | 74                                            |
| 2015                                          | 2015                                          |                                               | 618                                           | 65                                            |
| 2020                                          | 2020                                          |                                               | 610                                           | 65                                            |
|                                               |                                               |                                               |                                               |                                               |